# Дьоблинг
Дьоблинг (на немски: Döbling) е деветнадесетият окръг на Виена. Населението му е 72 956 жители (по приблизителна оценка от януари 2019 г.).

## Подразделения
- Гринцинг
- Йозефсдорф
- Каленбергердорф
- Нойщифт ам Вайде
- Нусдорф
- Обердьоблинг
- Залмансдорф
- Зиверинг
- Унтердьоблинг
- Хайлигенщат